# Aleksandar Rašić
Aleksandar Rašić (en serbe : Александар Рашић), né le 16 mars 1984 à Šabac, dans la République socialiste de Serbie, est un joueur serbe de basket-ball, évoluant aux postes de meneur et d'arrière.

## Carrière
À l'été 2012, Rašić rejoint le Montepaschi Siena, club de première division italienne avec lequel il remporte le championnat et la Coupe d'Italie. En novembre 2013, il signe un contrat avec le TED Ankara Kolejliler, club de première division turque.